# Ceroplastes fairmairii
Ceroplastes fairmairii är en insektsart som beskrevs av Victor Antoine Signoret 1872. Ceroplastes fairmairii ingår i släktet Ceroplastes och familjen skålsköldlöss. Inga underarter finns listade i Catalogue of Life.